# Chuck Hanger
Charles E. "Chuck" Hanger (Alameda, California, 23 de febrero de 1924 - Carmel-by-the-Sea, California, 23 de julio de 1995) fue un jugador de baloncesto estadounidense que jugó cuatro temporadas en la AAU. Con 1,98 metros de estatura, jugaba en la posición de alero.

## Trayectoria deportiva

### Universidad
Jugó dos temporadas con los Golden Bears de la Universidad de California en Berkeley, tras las cuales en 1943 se alistó en el Ejército de los Estados Unidos para combatir en la Segunda Guerra Mundial. Estando combatiendo en Bélgica, fue hecho prisionero el 19 de diciembre de 1944, siendo liberado por el ejército estadounidense en abril de 1945.
A su regreso, jugó dos temporadas más como titular con los Golden Bears, siendo incluido en el mejor quinteto de la Pacific Coast Conference en 1948, tras promediar 14,5 puntos por partido.

### Profesional
Fue elegido en la novena posición del Draft de la BAA de 1948 por Minneapolis Lakers, pero prefirió quedarse cerca de su hogar y jugar en la National Industrial Basketball League de la Amateur Athletic Union. Jugó cuatro temporadas en los equipos de Oakland Bittners y Oakland Blue n' Gold Atlas, proclamándose campeón en 1949 junto al que posteriormente sería miembro del Basketball Hall of Fame, Don Barksdale. Fue elegido All-American de la AAU en 1949 y 1950, mientras que en los dos años posteriores fue All-Star de la liga.
Tras dejar el baloncesto, ejerció como abogado durante 30 años en el área de la Bahía de San Francisco. Falleció el 23 de julio de 1995, a los 71 años de edad.